# Lisa Wilcox
Lisa E. Wilcox, más conocida como Lisa Wilcox (Columbia, Misuri; 27 de abril de 1964), es una actriz estadounidense.

## Carrera
Es conocida por su papel de Alice Johnson en la película A Nightmare on Elm Street 4: The Dream Master (1988). Repitió su papel en la película A Nightmare on Elm Street: The Dream Child (1989). Sus créditos en televisión incluyen la telenovela General Hospital (1987) y Knots Landing (1989). Ha actuado en series de televisión como Pacific Blue, Chicago Hope, Walker, Texas Ranger, Murder, She Wrote y Star Trek: The Next Generation.

## Vida personal
Wilcox tiene dos hijos y está divorciada.
En 2000 Lisa Wilcox junto con su amiga la actriz Tuesday Knight, con quien trabajó en A Nightmare on Elm Street 4: The Dream Master, fundaron una empresa de calzado y joyería llamada ToeBrights que hoy en día sigue en los negocios.

## Filmografía

### Películas
- William Froste (2017) como la enfermera Boyd
- The Church (2016)
- Clinger (2014)
- Imago (2010) .... Christine
- Sebastian (2010) .... Pamela Boyd
- Savage (2009) .... Ellen Fremont
- The Intruders (2009) .... Sofia Drake
- Unauthorized Brady Bunch: The Final Days (2000) .... Florence Henderson (Carol Brady)
- Les nouvelles aventures de Chastity Blade (2000) .... Chastity Blade
- Watchers Reborn (1998) .... Grace
- Men Seeking Women (1997) .... Judy
- A Nightmare on Elm Street: The Dream Child (1989) .... Alice Johnson
- A Nightmare on Elm Street 4: The Dream Master (1988) .... Alice Johnson
- Bring Me the Head of Dobie Gillis (1988) .... Bonnie
- Gimme an 'F' (1984) .... Demons Dance Squad Member

### Series de televisión
- Fear Clinic .... Enfermera Owens (5 episodios, 2009)
- Big Shots .... Waxer (2 episodios, 2007)
- Chicago Hope .... Eden Candle (1 episodio: Psychodrama, 1998)
- Walker, Texas Ranger .... Hermana Mary Grace (1 episodio: Saving Grace, 1998)
- Pacific Blue .... Diana Blaine (1 episodio: Inside Straight, 1997)
- Boy Meets World .... Kris / TV Voice (3 episodios, 1993-1995)
- Murder, She Wrote .... Lori Graham (1 episodio: Murder on the Thirtieth Floor, 1994)
- Bodies of Evidence .... Donna (1 episodio: Eleven Grains of Sand, 1993)
- Bill & Ted's Excellent Adventures (1992) .... Missy Preston
- Star Trek: The Next Generation .... Yuta (1 episodio: The Vengeance Factor, 1989)
- Something Is Out There (1 episodio: A Hearse of Another Color, 1989)
- Knots Landing .... Ellen (4 episodios, 1989)
- Hotel (1 episodio: Grand Designs, 1988)
- It's a Living .... Hope (1 episodio: Dot's Hope, 1988)
- General Hospital .... Kay (1987)
- MacGyver .... Janet (1 episodio: Hell Week, 1987)
- Mr. Belvedere .... Ellen Connors (1 episodio: Triangle, 1987)
- Valerie .... Candice Avery (1 episodio: Liars and Other Strangers, 1987)
- CBS Schoolbreak Special .... Melissa Arrick (1 episodio: Little Miss Perfect, 1987)
- You Again? .... Samantha Winslow (1 episodio: Marry Me a Little, 1986)
- Hardcastle and McCormick .... Sarah Jane Rose (1 episodio: You're Sixteen, You're Beautiful, and You're His, 1985)